# キム・ソナ
キム・ソナ（金 宣兒、1975年10月1日 - ）は韓国の女優。慶尚北道大邱市(現･大邱広域市)生まれ。身長171cm。血液型A型。妹、弟がいる。

## プロフィール
中学1年生の時、家族で日本に移住。高校卒業後に渡米。インディアナ州立ボールステライト大学に在学中、モデルのオーディションに合格。韓国の慶熙大学校演劇映画科に編入。雑誌などでモデルとして活躍。1998年、『勝負師』でドラマデビューを果たす。その後、映画へと活動の場を広げ、主演作をヒットさせる。
2005年、役作りのため10キロ太り挑んだ、主演作『私の名前はキム・サムスン』が韓国で50%を超える視聴率を記録し、一躍国民的女優になるが、事実無根のスキャンダル、さらに監督との意見の相違から降板した、映画『セブンデイズ』（当初タイトルは「木曜日の子ども」）の配給会社との訴訟（キム・ソナ側が勝訴）でしばらくテレビから姿を消した。3年後、ドラマ『ラブ・トレジャー〜夜になればわかること〜』でカムバック。
日本で中学・高校を卒業しているため(調布に住んでいた)日本語が堪能（無料レンタルDVDの『徹底ガイド　私の名前はキム・サムスン』で日本語が聞ける）。また、ドラマ『ラブ・トレジャー〜夜になればわかること〜』でも流暢な日本語を披露したり、映画『イエスタデイ』のDVD特典映像の中の「来日インタビュー」において、作品紹介をすべて日本語で行なっている。

## 出演作品

### ドラマ
- この世の果てまで（1998年、MBC） - ファン・ジヨン役
- 勝負師（1998年、SBS） - ヤン・ジュヒ役
- 彼女の植木鉢NO.1（1998年、MBC）初主演作 - オ・ヒョナ役
- ジャンプ（1999年-2000年、MBC） - 下宿生役
- ひまわり（1999年、SBS） - チェ・ヨンウン役
- チョアチョア（2000年、SBS） - ウン・チョア役
- 黄金時代（2000年-2001年、MBC） - ハン・ジュヨン役
- 私の名前はキム・サムスン（2005年、MBC） - 主演：キム・サムスン役。最終回の視聴率は50.5%を超えた
- ラブ・トレジャー〜夜になればわかること〜（2008年、MBC） - 主演：ホ・チョヒ役
- シティーホール（2009年、SBS） - 主演：シン・ミレ役
- 女の香り（2011年、SBS） - 主演：イ・ヨンジェ役
- アイドゥ・アイドゥ〜素敵な靴は恋のはじまり（2012年、MBC） - 主演：ファン・ジアン役
- 薔薇の戦争（原題：蔷薇的战争）（2013年、中国） - 主演：沈紅蓮役
- 恋はドロップキック！～覆面検事～（2015年、KBS2） - ユ・ミニ役
- 品位のある彼女（2017年、JTBC） - パク・ボクジャ役
- ロマンスは必然に（2018年、SBS） - アン・スンジン役
- 赤い月青い太陽（2018年-2019年、MBC） - チャ・ウギョン役
- シークレット・ブティック（2019年、SBS） - ジェニー・チャン（チャン・ドヨン）役
- The Empire：法の帝国（2022年、JTBC） - ハン・ヘリュル役
- 仮面の女王（2023年、Channel A） - ト・ジェイ役[3]

### 映画
- イエスタデイ 沈黙の刻印（2002年）メイ役
- 夢精期(몽정기)（2002年）キム・ユリ役
- 黄山ヶ原（2003年）特別出演：階伯（ケベク）の妻役
- 偉大なる遺産（2003年）チャン・ミヨン役
- チャ・テヒョンのハッピー☆クリスマス（2003年）ホ・ミンギョン役
- Sダイアリー（2004年）ナ・ジニ役
- 恋の潜伏捜査（2005年）チョン・ジェイン役
- ガールスカウト（2008年）チェ・ミギョン役
- 甘いウソ（2008年）特別出演：キム・ソナ役
- ガソリンスタンド襲撃事件2（2009年）友情出演：本人役
- 闘魂（人生のストライクボール）（2011年）オ・ユラン役
- ザ・ファイブ－選ばれた復讐者－（2013年）コ・ウナ役
- オペレーション・クロマイト（2016年）キム・ファヨン役

### ＭＶ
- ユ・ジミン<とても遅く気づいたのよ>（2000年）
- チヌ<セレナーデ>（2000年）
- リャンヒョンリャンハ<学校に行かなかった>（2000年）
- Ｊ<タイムアウト>（2000年）
- イ・ギチャン<3人>（2007年）オム・ギジュン、ユン・ジュヒと共演

## 受賞歴
- 2005年 MBC演技大賞 大賞/最優秀女優賞/人気賞/ベストカップル賞 (『私の名前はキム・サムスン』)
- 2009年 SBS演技大賞 ヒューマンドラマ特別演技賞/10大スター賞　(『シティーホール』)
- 2018年 MBC演技大賞 水木ミニシリーズ女優部門最優秀演技賞（『赤い月青い太陽』）[4]
- 2018年 SBS演技大賞 大賞/ベストカップル賞（『ロマンスは必然に』いずれも共演のカム・ウソンとともに受賞）[4][5]

## 書籍
- キム・ソナが案内する「私の名前はキム・サムスン」（2007年、朝日新聞社） ISBN 9784022502360